# Булаткин, Алексей Семёнович
Алексей Семёнович Була́ткин (1890—13 (26) марта 1919) — русский полковник, участник Первой мировой войны и Белого движения.

## Биография
Из мещан. Уроженец Тамбовской губернии. Общее образование получил в Комиссаровском техническом училище.
В 1910 году окончил Алексеевское военное училище, откуда выпущен был подпоручиком в 165-й пехотный Луцкий полк. Произведен в поручики 15 ноября 1913 года. В Первую мировую войну вступил в рядах 165-го пехотного Луцкого полка. Удостоен ордена Святого Георгия 4-й степени
За то, что, будучи в чине штабс-капитана в бою у господского двора Дарево, 7 октября 1915 года, под сильным огнем противника, командуя 4 пулеметами, огнем их ослабил пулеметный и ружейный огонь неприятельского редута, что позволило нашим войскам овладеть им.
Произведен в штабс-капитаны 29 сентября 1915 года «за отличия в делах против неприятеля», в капитаны — 13 апреля 1916 года. Пожалован Георгиевским оружием
За то, что, будучи в чине капитана, в бою 20 июня 1916 года у г. дв. Скробов, командуя 10-ю ротою, при атаке сильно укрепленной неприятельской позиции, под убийственным ружейным и пулеметным огнем и огнем противоштурмовых орудий, воодушевив своих подчиненных личным примером храбрости и мужества, преодолел три полосы проволочных заграждений, ворвался в окопы противника и, после короткой штыковой схватки, овладел ими, захватил свыше 100 человек пленных.
Произведен в подполковники 18 марта 1917 года, в полковники — 25 августа 1917 года.
В Гражданскую войну участвовал в Белом движении на Юге России. В июле 1918 года прибыл в Добровольческую армию во главе отряда из 60 офицеров-добровольцев, был назначен командиром 9-й роты 1-го Офицерского (Марковского) полка, с которым участвовал во 2-м Кубанском походе. В октябре 1918 года был назначен командиром 3-го батальона, а в ноябре — помощником командира 1-го Офицерского (Марковского) полка. Временно командовал полком с 19 ноября по 13 декабря 1918 года после гибели генерал-майора Гейдемана. В январе 1919 года при обороне Донбасса командовал сводным отрядом из марковцев и корниловцев.
Георгиевское оружие получил только 11 февраля 1919 года в боях под Дебальцево.
Убит 13 (26) марта 1919 в бою у села Ольховатка. После взятия Ольховатки марковцы обнаружили его изуродованное тело. Оно было отправлено в Ростов, в сопровождении взвода из 50 марковцев доставлено с вокзала в собор на отпевание, а затем с воинскими почестями похоронено на военном кладбище.

## Награды
- Орден Святой Анны 4-й ст. с надписью «за храбрость» (ВП 29.01.1915)
- Орден Святого Станислава 3-й ст. с мечами и бантом (ВП 31.01.1915)
- Высочайшее благоволение «за отличия в делах против неприятеля» (ВП 6.05.1916)
- Орден Святой Анны 3-й ст. с мечами и бантом (ВП 1.06.1915)
- Орден Святого Владимира 4-й ст. с мечами и бантом (ВП 15.06.1915)
- Орден Святой Анны 2-й ст. с мечами (ВП 17.11.1916)
- Орден Святого Георгия 4-й ст. (ПАФ 7.02.1917)
- Георгиевское оружие (ПАФ 25.07.1917)